# Купервик
Копервик (норв. Kopervik) — город в Норвегии. Крупнейший город на острове Кармёй (англ.), в графстве Ругаланн. Административный центр муниципалитета Кармёя.

## История
Деревня Копервик объявлена ладестедом (городом) 16 августа 1866 года, и поскольку города не могли быть частью сельского муниципалитета, она была отделена от муниципалитета Авалдснес и образовала самостоятельный городской муниципалитет. Первоначально в Копервике проживало 737 человек, и он занимал 36 гектаров (89 акров). 1 января 1965 года в Норвегии произошло много крупных муниципальных слияний благодаря работе Комитета Шая (англ.), и город Копервик был объединён с соседними муниципалитетами Авалдснес, Стангаланд, Торвастад, Скуденес и Акра (англ.), а также с близлежащим городом Скуденесхавн. Вместе эти муниципалитеты образовали новый крупный муниципалитет Кармёй. До слияния в Копервике проживало 1737 человек. Копервик потерял свой статус «города» после слияния с муниципалитетом Кармёя. В 1996 году из-за некоторых изменений в законах о городах муниципалитет Кармёя снова объявил Копервик городом.
Согласно легенде, король Норвегии Сверре I приказал построить деревянный замок на мысе у входа в гавань, где сегодня расположен Копервик. Поэтому часть Копервика называется Треборг, что буквально означает «деревянный замок». Однако нет никаких свидетельств его существования. Копервик также был домом для Тормода Торфейуса, назначенного официальным королевским норвежским историком датского короля во времена Королевства Дания-Норвегия.

## Известные люди
- Ян Челл Ларсен, футболист
- Свейн Мункеджорд, бывший министр рыболовства
- Тормод Торфейус (1636—1719), исландско-норвежский историк
- Эйвинд Ваксдал, политик
- Асбьёрн Сунде (1909—1985), диверсант, выступавший против нацистской оккупации Норвегии
- Карина Севик, футболистка